# 聯合國安全理事會第99號決議
聯合國安理會第99號決議于1953年8月12日通过。决议接纳了因为健康原因而请求去职的国际法院法官Sergei Golunsky的辞呈。并认定因为该法官任期未满，故决定必须在国际法院第八次全体会议上选出新的法官。
安理会轮值主席宣布，因没有异议，该决议在沒有表決的情況下通过。